# لیمنتاون (ویرجینیا)
لیمنتاون (به انگلیسی: Laymantown) یک منطقهٔ مسکونی در ایالات متحده آمریکا است که در شهرستان باتتورت، ویرجینیا واقع شده‌است. لیمنتاون ۸٫۵ کیلومتر مربع مساحت و ۱٬۹۷۹ نفر جمعیت دارد و ۴۱۱ متر بالاتر از سطح دریا واقع شده‌است.